# Guilaine Lagache
Pour les articles homonymes, voir Lagache.
Guilaine Lagache, née à Amiens en 1972  est une astronome et directrice de recherche française spécialiste de la cosmologie observationnelle. Elle travaille au Laboratoire d'astrophysique de Marseille. En 2021, elle reçoit la médaille d'argent du CNRS.

## Biographie
Guilaine Lagache fait ses études scientifiques à l'Université Lille-I, jusqu'en 1994. Elle passe sa 2e année de master à l'Université Paris-Sud. Elle soutient sa thèse de doctorat d'astrophysique en 1998 sous la direction d'
Alain Abergel à l'Institut d'astrophysique spatiale. Elle effectue ses études post-doctorales au Centre national d'études spatiales entre 1998 et 2000.
En 2000, elle obtient un poste d'astronome adjointe à l'Institut d'astrophysique spatiale.
En 2008, elle soutient sa seconde thèse pour son Habilitation à diriger des recherches à l'Université Paris-Sud.
En 2009, elle devient astronome titulaire à l'Institut d'astrophysique spatiale. Elle travaille au Laboratoire d'astrophysique de Marseille depuis 2014.
Ses recherches portent sur la naissance des étoiles dans les galaxies, la formation des premières galaxies et l'infrarouge lointain. Elle travaille sur le projet Concerto, un spectromètre qui permet de sonder l'état de l’Univers lointain par le biais d’ondes millimétriques. Ce spectromètre est installé sur le télescope APEX dans le désert d'Atacama au Chili. L'objectif de ce projet est de mieux comprendre l'ère de la réionisation, qui correspond à la naissance des premières générations d’étoiles
Guilaine Lagache est membre active de l'association Femmes et Sciences. Elle s'investit dans la promotion des filières scientifiques et techniques auprès des filles.

## Vie privée
Elle est mariée et a deux filles.

## Distinctions et récompenses
- 2012 : Prix Madame Victor Noury de l' Académie des sciences[1]
- 2017 : Bourse Advanced Grant de 3,5 millions d'euros du Conseil européen de la recherche pour le projet Concerto[4].
- 2021 : Médaille d'argent du CNRS[5]